# Avenida de Los Comuneros
La Avenida de Los Comuneros o Calle Sexta es una avenida del centro de Bogotá. Recorre  las localidad de La Candelaria, Santa Fe, Los Mártires y Puente Aranda en una distancia de aproximadamente 7 km.

## Odónimo
Recibe el nombre Avenida de Los Comuneros en honor a los participantes de la rebelión de los Comuneros.
| Nombre            | Denominación | Tramo                     |
| ----------------- | ------------ | ------------------------- |
| Av. Los Comuneros | Calle 6      | Carrera 3 Este-Carrera 50 |

## Trazado
Inicia su recorrido en la carrera Tercera Este en el barrio Egipto, hasta la carrera Décima donde se conoce como calle Sexta, culmina en el "pulpo" de Puente Aranda en la avenida de Las Américas con la carrera 50. El diseño es del arquitecto Edgar Burbano Pérez. Sus principales cruces son:
- Intercambiador con la Av. Fernando Mazuera (Carrera 10)
- Cruce a nivel con la Av. Caracas (Carrera 14)
- Cruce a nivel con la Av. Mariscal Sucre (Carrera 18)
- Cruce a nivel con la Av. General Santander (Carrera 27)
- Intercambiador con la Av. Ciudad de Quito (Carrera 30)
- Cruce a nivel con la Av. Cundinamarca (Carrera 36)
- Cruce a nivel con la Av. Ferrocarril del Sur (Transversal 42)}

## Sitios importantes en la vía

### La Candelaria
- Centro histórico

### Santa Fe
- El parque Tercer Milenio, entre carreras 10 y 14.
- Instituto Nacional de Medicina Legal y Ciencias Forenses, en el parque Tercer Milenio.

### Los Mártires
- Policía Metropolitana de Bogotá, sobre la carrera 14.
- Garaje de TransMilenio, sobre la carrera 18.

### Puente Aranda
- Zona industrial de Puente Aranda.

## Transporte público

### Troncal Calle Sexta de Transmilenio
Es un corredor de buses tipo BRT con 3 estaciones entre las intersecciones con la Carrera 30 y la Carrera 10. Su ícono en el SITP es un cuadrado café con la letra E. Esta troncal está dividida en los tramos de la Av. Quito y la Av. Comuneros.
En 1999 el entonces alcalde Enrique Peñalosa adoptó la idea de los carriles exclusivos para el transporte urbano, inspirándose en antecedentes exitosos como el de la ciudad de Curitiba. El 17 de diciembre de 2000 se inaugura la primera línea, por las avenidas Medellín y Caracas, posteriormente, el 7 de noviembre de 2015, se inaugura el tramo final de esta troncal a través de la Av. Comuneros a través de un intercambiador sobre el antiguo puente vehicular.

### Rutas zonales
Desde el 2021 las rutas zonales (excepto las rutas alimentadoras) manejan una nueva nomenclatura basada en la existente para las troncales de Transmilenio. La letra indica hacia cuál zona se dirige el bus, mientras que los números indican la ruta que sigue el mismo. Sin embargo, aún existen rutas con la errática nomenclatura antigua.
| A523 Germania G523 Jacqueline | A633 Ricaurte H633 Acapulco | A617 Centro H617 Perdomo | F418 Camelia Sur | K304 Fontibón L304 San Cristóbal Sur | L813 Estación Bicentenario L813 Estación Avenida 1.º de Mayo | L814 Horacio Orjuela | L919 Gaviotas |

| 111 Gaviotas-Metrovivienda | 120 San Diego-Egipto | 192 Catalina II-Unicentro | 256 Tihuaque-Ricaurte | 552 La Estancia-Archivo Distrital | 614 Bolonia Usme-Montevideo | C80 Isla del Sol-Las Aguas |